# Gode
Gode is een stad in Ethiopische regio Somali.
In 2005 telde Gode 68.342 inwoners.
Gode heeft sinds 1966 een luchthaven.